# San Augustine
San Augustine is een plaats (town) in de Amerikaanse staat Texas, en valt bestuurlijk gezien onder San Augustine County.

## Demografie
Bij de volkstelling in 2000 werd het aantal inwoners vastgesteld op 2475.
In 2006 is het aantal inwoners door het United States Census Bureau geschat op 2434, een daling van 41 (-1.7%).

## Geografie
Volgens het United States Census Bureau beslaat de plaats een oppervlakte van
12,5 km², waarvan 12,2 km² land en 0,3 km² water.

## Plaatsen in de nabije omgeving
De onderstaande figuur toont nabijgelegen plaatsen in een straal van 32 km rond San Augustine.